# Camilla Martin
Camilla Martin Nygaard (født 23. marts 1974) er en dansk tv-vært og tidligere professionel badmintonspiller. Hun var gennem 90'erne og ind i det nye årtusinde den altdominerende kvindelige danske badmintonspiller. Hun har som den eneste danske badmintonspiller vundet 13 danske singlemesterskaber i træk siden 1991. Derudover har hun vundet VM i 1999, All England i 2002, sølv ved OL i Sydney 2000 og har vundet Danish Open seks gange (1994,1997-99, 2001-02). Hun og Lene Køppen, som var aktiv to årtier tidligere, er de eneste danske kvinder til at have vundet både All England- og VM i badminton-singletitler.
Hun sluttede karrieren i slutningen af 2004.
Martin blev optaget i Idrættens Hall of Fame i 2013.
Martin har været vært på fodboldprogrammet Onside på TV3 Sport. Hun flyttede i juli 2021 til TV 2 og blev vært på TV 2 Sport.
I juli 2025 annoncerede TV 2 at Martin skulle være vært på kanalens nye underholdningsprogram Boksen.

## Karriere
Født og opvokset i Højbjerg, Aarhus, begyndte Martin til badminton som barn, og hun deltog i ungdomsmesterskaberne som 12-årig, hvor hun vandt sin første titel.
I 1999 vandt Martin VM i badminton, da hun slog kinesiske Dai Yun på hjemmebane i Brøndbyhallen i København. Martins sejr var den første danske sejr i singlerækken ved VM i badminton for kvinder siden Lene Køppen tog titlen ved det allerførste officielle VM i 1977.

## Privat
Martin var i en periode i forhold med badmintonkollegaen Peter Gade.
Martin blev gift med Lars Nygaard, økonom, den 21. maj 2005 i Vor Frue Kirke. Parret blev separeret i 2011, men fandt sammen igen i 2012 uden at have været skilt. Parret har sammen to børn.